# Campeonato Europeu de Patinação Artística no Gelo de 1989
O Campeonato Europeu de Patinação Artística no Gelo de 1989 foi a octogésima primeira edição do Campeonato Europeu de Patinação Artística no Gelo, um evento anual de patinação artística no gelo organizado pela União Internacional de Patinação (em inglês:  International Skating Union) onde os patinadores artísticos competem pelo título de campeão europeu. A competição foi disputada entre os dias 17 de janeiro e 22 de janeiro, na cidade de Birmingham, Inglaterra, Reino Unido.

## Eventos
- Individual masculino
- Individual feminino
- Duplas
- Dança no gelo

## Medalhistas
| Evento                        | Ouro                                                  | Prata                                                | Bronze                                                 |
| Individual masculino detalhes | Alexander Fadeev · União Soviética                    | Grzegorz Filipowski · Polónia                        | Petr Barna · Tchecoslováquia                           |
| Individual feminino detalhes  | Claudia Leistner · Alemanha Ocidental                 | Natalia Lebedeva · União Soviética                   | Patricia Neske · Alemanha Ocidental                    |
| Duplas detalhes               | Larisa Selezneva · Oleg Makarov · União Soviética     | Mandy Wötzel · Axel Rauschenbach · Alemanha Oriental | Natalia Mishkutenok · Artur Dmitriev · União Soviética |
| Dança no gelo detalhes        | Marina Klimova · Sergei Ponomarenko · União Soviética | Maya Usova · Alexander Zhulin · União Soviética      | Natalia Annenko · Genrikh Sretenski · União Soviética  |

## Resultados

### Individual masculino
| Pos.                                                  | Nome                   | Nacionalidade      |
| ----------------------------------------------------- | ---------------------- | ------------------ |
| Medalha de ouro                                       | Alexander Fadeev       | União Soviética    |
| Medalha de prata                                      | Grzegorz Filipowski    | Polônia            |
| Medalha de bronze                                     | Petr Barna             | Tchecoslováquia    |
| 4                                                     | Dmitri Gromov          | União Soviética    |
| 5                                                     | Daniel Weiss           | Alemanha Ocidental |
| 6                                                     | Viacheslav Zagorodniuk | União Soviética    |
| 7                                                     | Axel Médéric           | França             |
| 8                                                     | Peter Johansson        | Suécia             |
| 9                                                     | Lars Dresler           | Dinamarca          |
| 10                                                    | Alessandro Riccitelli  | Itália             |
| 11                                                    | András Száraz          | Hungria            |
| 12                                                    | Ronny Winkler          | Alemanha Oriental  |
| 13                                                    | Éric Millot            | França             |
| 14                                                    | Ralf Burghart          | Áustria            |
| 15                                                    | Christian Newberry     | Reino Unido        |
| 16                                                    | Oula Jääskeläinen      | Finlândia          |
| 17                                                    | Tomislav Cizmesija     | Iugoslávia         |
| 18                                                    | Jan Erik Digernes      | Noruega            |
| 19                                                    | John Martin            | Reino Unido        |
| Não avançaram para a patinação livre / programa longo |                        |                    |
| 20                                                    | Boiko Alexiev          | Bulgária           |
| WD                                                    | Richard Zander         | Alemanha Ocidental |

### Individual feminino
| Pos.                                                  | Nome               | Nacionalidade      |
| ----------------------------------------------------- | ------------------ | ------------------ |
| Medalha de ouro                                       | Claudia Leistner   | Alemanha Ocidental |
| Medalha de prata                                      | Natalia Lebedeva   | União Soviética    |
| Medalha de bronze                                     | Patricia Neske     | Alemanha Ocidental |
| 4                                                     | Simone Lang        | Alemanha Oriental  |
| 5                                                     | Natalia Gorbenko   | União Soviética    |
| 6                                                     | Joanne Conway      | Reino Unido        |
| 7                                                     | Evelyn Großmann    | Alemanha Oriental  |
| 8                                                     | Surya Bonaly       | França             |
| 9                                                     | Tamara Téglássy    | Hungria            |
| 10                                                    | Yvonne Gómez       | Espanha            |
| 11                                                    | Željka Čižmešija   | Iugoslávia         |
| 12                                                    | Yvonne Pokorny     | Áustria            |
| 13                                                    | Sabine Contini     | Itália             |
| 14                                                    | Helene Persson     | Suécia             |
| 15                                                    | Anisette Torp-Lind | Dinamarca          |
| 16                                                    | Stefanie Schmid    | Suíça              |
| 17                                                    | Claude Péri        | França             |
| 18                                                    | Jacqueline Soames  | Reino Unido        |
| 19                                                    | Jeltje Schulten    | Países Baixos      |
| Não avançaram para a patinação livre / programa longo |                    |                    |
| 20                                                    | Iveta Voralova     | Tchecoslováquia    |
| 21                                                    | Sandrine Goes      | Bélgica            |
| 22                                                    | Elina Hanninen     | Finlândia          |
| 23                                                    | Anita Thorenfeldt  | Noruega            |
| 24                                                    | Asia Alexieva      | Bulgária           |
| 25                                                    | Andrea Granitz     | Hungria            |
| WD                                                    | Mirella Gawłowska  | Polônia            |

### Duplas
| Pos.              | Nome                                 | Nacionalidade      |
| ----------------- | ------------------------------------ | ------------------ |
| Medalha de ouro   | Larisa Selezneva / Oleg Makarov      | União Soviética    |
| Medalha de prata  | Mandy Wötzel / Axel Rauschenbach     | Alemanha Oriental  |
| Medalha de bronze | Natalia Mishkutenok / Artur Dmitriev | União Soviética    |
| 4                 | Elena Kvitchenko / Rashid Kadyrkaev  | União Soviética    |
| 5                 | Cheryl Peake / Andrew Naylor         | Reino Unido        |
| 6                 | Anuschka Gläser / Stefan Pfrengle    | Alemanha Ocidental |
| 7                 | Lisa Cushley / Neil Cushley          | Reino Unido        |
| 8                 | Sonja Adalbert / Daniele Caprano     | Alemanha Ocidental |
| 9                 | Anna Górecka / Arkadiusz Górecki     | Polônia            |

### Dança no gelo
| Pos.              | Nome                                    | Nacionalidade               |
| ----------------- | --------------------------------------- | --------------------------- |
| Medalha de ouro   | Marina Klimova / Sergei Ponomarenko     | União Soviética             |
| Medalha de prata  | Maya Usova / Alexander Zhulin           | União Soviética             |
| Medalha de bronze | Natalia Annenko / Genrikh Sretenski     | União Soviética             |
| 4                 | Klára Engi / Attila Tóth                | Hungria                     |
| 5                 | Stefania Calegari / Pasquale Camerlengo | Itália                      |
| 6                 | Sharon Jones                            | Reino Unido / Paul Askham}} |
| 7                 | Andrea Juklova / Martin Šimeček         | Tchecoslováquia             |
| 8                 | Dominique Yvon / Frédéric Palluel       | França                      |
| 9                 | Małgorzata Grajcar / Andrzej Dostatni   | Polônia                     |
| 10                | Andrea Weppelmann / Hendryk Schamberger | Alemanha Ocidental          |
| 11                | Sophie Moniotte / Pascal Lavanchy       | França                      |
| 12                | Susanna Rahkamo / Petri Kokko           | Finlândia                   |
| 13                | Anna Croci / Luca Mantovani             | Itália                      |
| 14                | Karen Quinn / Alan Abretti              | Reino Unido                 |
| 15                | Krisztina Kerekes / Csaba Szentpéteri   | Hungria                     |
| 16                | Diane Gerencser / Bernard Columberg     | Suíça                       |
| 17                | Ursula Holik / Herbert Holik            | Áustria                     |

## Quadro de medalhas
| Ordem | País               | Medalha de ouro | Medalha de prata | Medalha de bronze |    | Ordem por total |
| ----- | ------------------ | --------------- | ---------------- | ----------------- | -- | --------------- |
| 1     | União Soviética    | 3               | 2                | 2                 | 7  | 1               |
| 2     | Alemanha Ocidental | 1               |                  | 1                 | 2  | 2               |
| 3     | Alemanha Oriental  |                 | 1                |                   | 1  | 3               |
| 3     | Polónia            |                 | 1                |                   | 1  | 3               |
| 5     | Tchecoslováquia    |                 |                  | 1                 | 1  | 3               |
| TOTAL | TOTAL              | 4               | 4                | 4                 | 12 | —               |